# Rýsov (hrad)
Hrad Rýsov se nacházel na skalisku pojmenovaném Čertův kámen v blízkosti obce Provodov ležící přibližně 6 km severovýchodně od Luhačovic v okrese Zlín. Od roku 1989 je chráněn jako kulturní památka.

## Poloha lokality
Stopy hradu Rýsov se nalézají asi 900 metrů jihojihozápadně od středu obce Provodov ve výšce 480 m n. m. v jižní části zlínského okresu ve Zlínském kraji. Podle názoru badatelů hrad stával na tzv. Hradišti, nejvyšší partii vrchu Rýsov, kde jsou v terénu dodnes patrné pozůstatky valového opevnění pravěkého hradiště založeného na samém konci doby bronzové. Pozdější výzkum v roce 1983 však zjistil, že hrad nestával v místě pravěkého hradiště, nýbrž 500 metrů severovýchodně od jeho středu v poloze zvané Čertův kámen. Lokalita leží na hranici katastrů obcí Provodov a Ludkovice.

## Popis lokality
Hrad byl situován na severovýchodní části hřebene vrchu Rýsov svažujícím se od vrcholu směrem k obci Provodov. Plocha hradu měla přibližný tvar rovnoramenného trojúhelníku o šířce základny asi 25 metrů a výšce přes 35 metrů. Z nejsnáze přístupné jihozápadní strany byl hrad chráněn příkopem širokým kolem 7 metrů, ještě dnes hlubokým 2 metry, částečně vylámaným ve skalním podloží, a navršeným valem. Vlastnímu jádru hradu na čelní straně vévodí výrazný přes 12 metrů vysoký pískovcový skalní suk s přibližně obdélníkovým půdorysem o rozměrech při základně 17 × 11 metrů a s horní plošinou přibližně obdélníkového půdorysu o délce stran 10 × 5 metrů. Na skalním útvaru je vysekána řada čtvercových otvorů pro ukotvení trámové konstrukce. Podstatně menší skalní blok uzavírá areál hradu na severovýchodní straně.

## Historie
Hrad Rýsov vznikl na samém počátku druhé poloviny 13. století patrně jako sídlo menšího feudála coby krystalizační jádro pozdějšího světlovského panství. Zanikl pravděpodobně po nájezdech Matúše Čáka Trenčanského na počátku 14. století. Je zřejmé, že po jeho zániku převzal jeho funkci hrad Starý Světlov. Jediná písemná zpráva o hradu Rýsově pochází z roku 1517 při převodu světlovského panství Jitky z Landštejna, dcery Ctibora z Landštejna, společně s jejím manželem Joachimem z Bibrštejna na Buriana z Vlčnova. Tou dobou je již uváděn jako pustý. Jméno hradu se uchovalo v názvu místní trati Rysov.

## Archeologický výzkum
Archeologickým výzkumem konaným v roce 1983 bylo v prostoru hradu zjištěno jednorázové osídlení a všechny provedené sondy registrovaly silnou požárovou vrstvu. Dřevěný charakter stavby potvrzuje značné množství zuhelnatělého dřeva a hliněného výmazu stěn, tzv. mazanice. Bylo nalezeno několik železných předmětů (podkova, část srpu, část ostruhy, čepel nástroje, snad nože) a části keramiky. Z nalezených artefakt je nejzajímavější kamenný žernov v pobořeném opevnění hradu. Předměty pocházejí z období druhé poloviny 13. a první třetiny 14. století.

## Současnost
Z hradu se zachovala jen skaliska s vysekanými otvory v jednom z nich a nepatrné zbytky čelního valu a příkopu vytesaného do skály.

## Zajímavosti
Hrad Rýsov, stejně jako některé další v okolí, lze přiřadit do kategorie skalních hradů. Přestože mu chybí některé prvky typické pro skalní hrady (např. tzv. světničky), při jeho stavbě bylo využito přirozeného skalního útvaru. Hradu dominovala dřevěná věž obranného a obytného charakteru na skalním suku. Kromě věže stály v areálu obklopeném jednoduchou palisádovou hradbou dřevěné budovy hospodářského charakteru. Svým charakterem lze toto sídlo přiřadit spíše k tvrzím.

## Pověsti
Pověst o Čertově kameni
Ze zarostlého lesa Rysova vykukuje velký kámen, jako by hlídal celou dědinu Provodov. Stráží krajinu už celá tisíciletí, stojí tu od doby, kdy tu ještě lidé nebyli, od doby, kdy vznikaly Vizovické vrchy. Kámen znali i Keltové, kteří na hradišti nad ním zanechali několik zlatých miskovitých penízků zvaných duhovky. Půl tisíce let po nich přišli Slované. Uctívali mnoho bůžků, kterým zasvětili skaliska ve svém okolí. Když se před tisíci lety stali křesťany, začali se těchto míst bát. Svým dětem vyprávěli, že na těchto místech bydlí čert, který požírá jejich dobytek. Proto se skalisku na Rysově říká Čertův kámen.